# The Bund

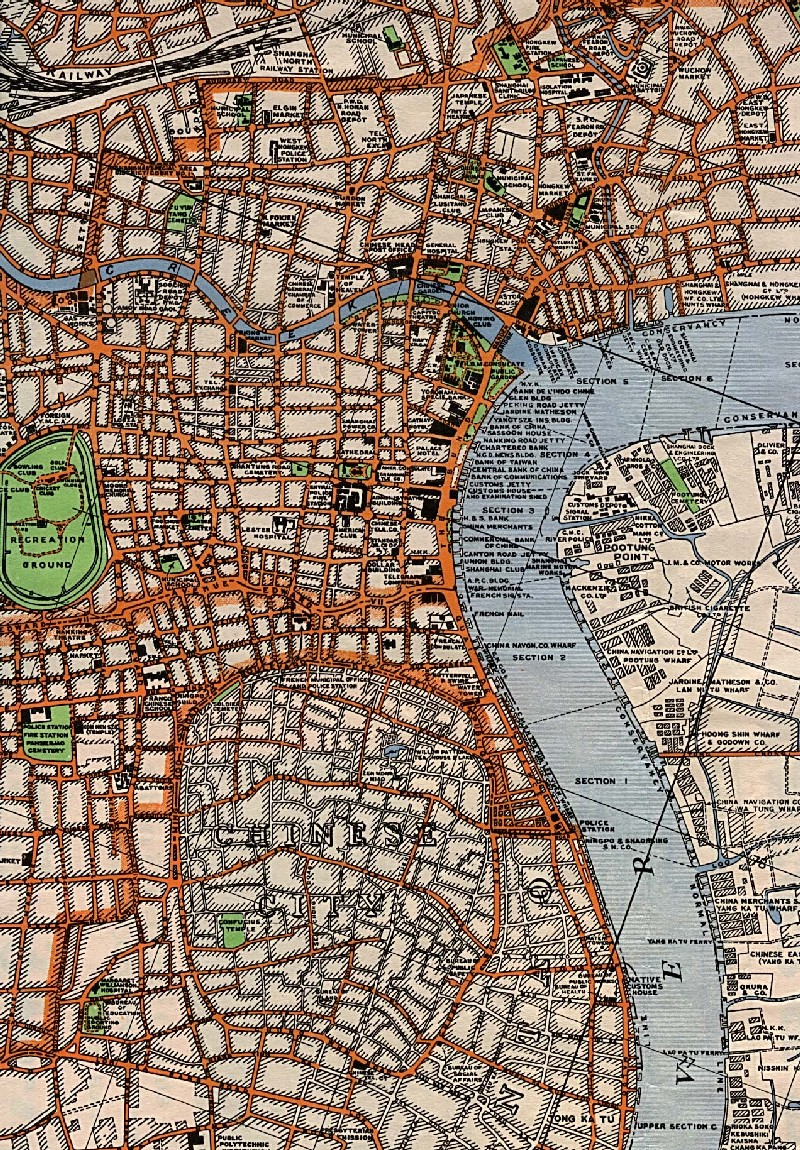
Nábřeží na mapě Šanghaje z roku 1933

The Bund (čínsky v českém přepisu 'Waj-tchan', znaky 外滩) je nábřeží řeky Chuang-pchu-ťiang v největším čínském městě Šanghaji. Tvoří asi půldruhého kilometru dlouhý úsek Sunjatsenovy třídy (Čung-šan) v historickém centru města. 
Název pochází z perského výrazu band, který znamená „hráz“, a do Číny se dostal s podnikatelskou rodinou Sassoonových, která měla bagdádsko-židovské kořeny. Původně zde byly bažiny, roku 1846 si na břehu řeky založili Britové exteritoriální osadu. V první polovině dvacátého století se na Bundu soustřeďoval společenský i hospodářský život Šanghajské cizinecké čtvrti, sídlily zde zastupitelské úřady i finanční instituce, vzniklo množství výstavných budov ve stylu art deco a neoklasicismu, jako je hotel Cathay, Americký klub nebo budova Bank of China. Po nástupu komunistů k moci většina cizinců odešla a banky i zábavní podniky zanikly, za kulturní revoluce oblast chátrala; revitalizace byla zahájena roku 1986 podle plánů nizozemského architekta Pauluse Snoerena a dokončena v rámci příprav na výstavu Expo 2010. Soubor 52 budov na nábřeží, představujících unikátní kolekci západní architektury na čínském území, je památkově chráněn a patří k hlavním turistickým atrakcím Šanghaje. Promenáda je také vyhledávána díky ideálnímu výhledu na moderní čtvrť Pchu-tung, ležící na protějším břehu řeky. Na severním konci nábřeží se nachází nejstarší šanghajský park s pomníkem hrdinům komunistické revoluce. 
Na Bundu se odehrává děj knihy Jamese Grahama Ballarda Říše slunce, zfilmované Stevenem Spielbergem, hongkongská televize natočila v roce 1980 historický seriál The Bund s Chow Yun Fatem v hlavní roli.
Při silvestrovských oslavách na promenádě v roce 2014 vypukla v shromážděném davu panika a bylo ušlapáno nejméně třicet pět osob.